# Kleinalsleben

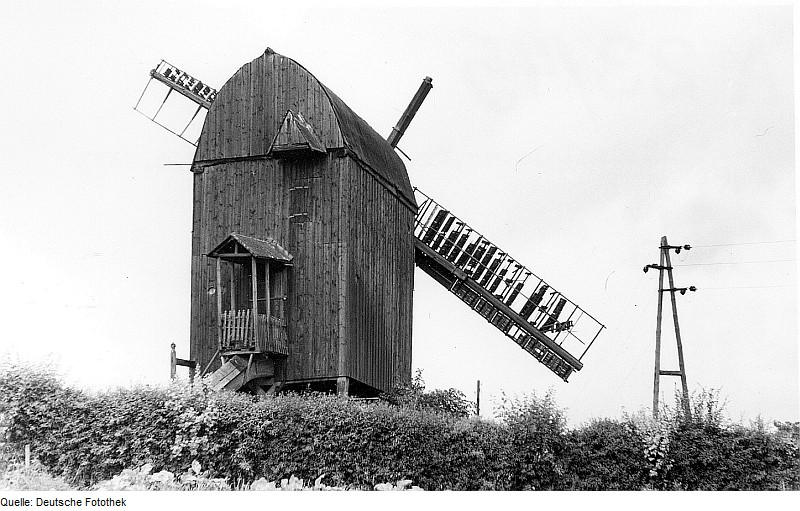
Ehemalige Bockwindmühle in Kleinalsleben (um 2001 eingestürzt)

Kleinalsleben ist ein Ortsteil der Stadt Oschersleben (Bode) im Landkreis Börde in Sachsen-Anhalt.

## Geschichte
Kleinalsleben wurde am 1. Januar 2003 in die Stadt Oschersleben (Bode) eingegliedert und verlor dadurch seine politische Selbstständigkeit.

## Politik

### Wappen
Das Wappen wurde am 29. März 1999 durch das Regierungspräsidium Magdeburg genehmigt.
Blasonierung: „In Gold eine blau gekleidete schwarzhaarige Frau mit silberner Schürze, blauer Kopfbedeckung und schwarzen Schuhen, in der rechten Hand einen mit dem Bart nach oben rechts gekehrten schwarzen Schlüssel mit ovalem Schließblatt, in der linken ein blaues Weberschiffchen haltend.“

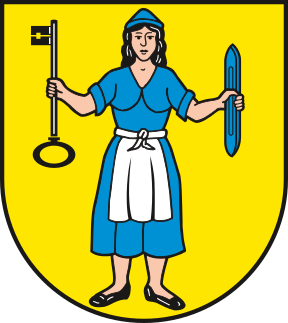
Wappen von Kleinalsleben

Das Wappen basiert auf einem alten Siegel aus dem Jahre 1618, in welchem eine Frau auf zwei Bergen stehend abgebildet wurde. Die Frau stellt eine Leineweberin dar, worauf auch das Weberschiffchen hinweist, da dieses Gewerbe neben der Landwirtschaft vom Ende des 16. Jahrhunderts bis in das 19. Jahrhundert hinein im Ort dominierend war. Der Schüssel wird als Attribut der Heiligen Martha, der Patronin der Hausfrauen gedeutet, womit deren Würde symbolisiert werden soll. 1610 kam der Ort durch die Säkularisation des Stiftes Gernrode an das Fürstentum Anhalt-Bernburg, weshalb das Siegel nur von den Fürsten dieses Hauses verliehen worden sein kann. Zwar ist das nicht mehr nachweisbar, weil Kriege die Unterlagen vernichtet haben, doch war das Siegel von 1618 bis um 1950 in Gebrauch, was als Beweis dafür gilt. Aus gestalterischen Gründen wurden im Wappen die beiden Berge weggelassen und der Schild in Gold gehalten.
Die Farben der Gemeinde sind Blau-Gold (Gelb).

### Flagge
Die Flagge ist Blau-Gelb gestreift (Querflagge; Streifen von links nach rechts, Hissflagge: Streifen von oben nach unten verlaufend) mit dem mittig aufgelegten Wappen der Gemeinde.

## Töchter und Söhne von Kleinalsleben
- Walter Denecke (1906–1975), Maler und Grafiker